# Dósai István (labdarúgó)
Dósay István, Dósay (1922. augusztus 25. – 1994) kétszeres magyar bajnok labdarúgó, kapus.

## Pályafutása
A Csepel csapatában szerepelt. Tagja volt az 1941–42-es és az 1942–43-as idényben bajnoki címet szerzett együttesnek. Az 1943–44-es bajnokságban a Vasas játékosa volt. 1945-ben a Csepel játékosa volt. Szeptembertől a ferencvárosi Barátságban szerepelt. 1946 nyarán az ERSO Madisz le akarta igazolni, de a Ferencvárosi Vasutas nem engedte el. 1948-tól a Várpalotai MTE-ben szerepelt.

## Sikerei, díjai
- Magyar bajnokság
  - bajnok: 1941–42, 1942–43